# Bangkok Airways
Pour les articles homonymes, voir BKP.
Asia's Boutique Airline
Bangkok Airways (code AITA : PG ; code OACI : BKP) est une compagnie aérienne privée de Thaïlande, effectuant des vols intérieurs et des vols internationaux vers la Birmanie, le Cambodge, Hong Kong, l’Inde, le Laos, la Malaisie, les Maldives, Singapour et le Viêt Nam. Elle emploie 1 900 personnes. Elle a transporté 6 millions de passagers en 2017.

## Histoire
Ses origines remontent à 1968, quand Sahakol Air devient la première compagnie privée de Thaïlande. Elle propose alors de vols taxi pour la société de construction américaine OICC et d’autres compagnies impliquées dans la recherche de pétrole et de gaz dans le Golfe de Thaïlande. La compagnie opère ses premiers vols réguliers en 1986, entre l'aéroport de Bangkok et les aéroports de Nakhon Ratchasima, Krabi et Surin, utilisant des Embraer EMB 110 de 18 places.
En 1989, Sahakol Air devient Bangkok Airways et inaugure son premier aéroport sur l’île de Ko Samui. Un deuxième est ouvert à Sukhothaï en 1996, puis un troisième à Trat en 2003. Durant ce temps, la compagnie opéra un Fokker F100 et deux ATR 72. En 2000, Bangkok Airways ajoute à sa flotte son premier Boeing 717, avion plus rapide et plus grand, qui lui permet de développer son activité.

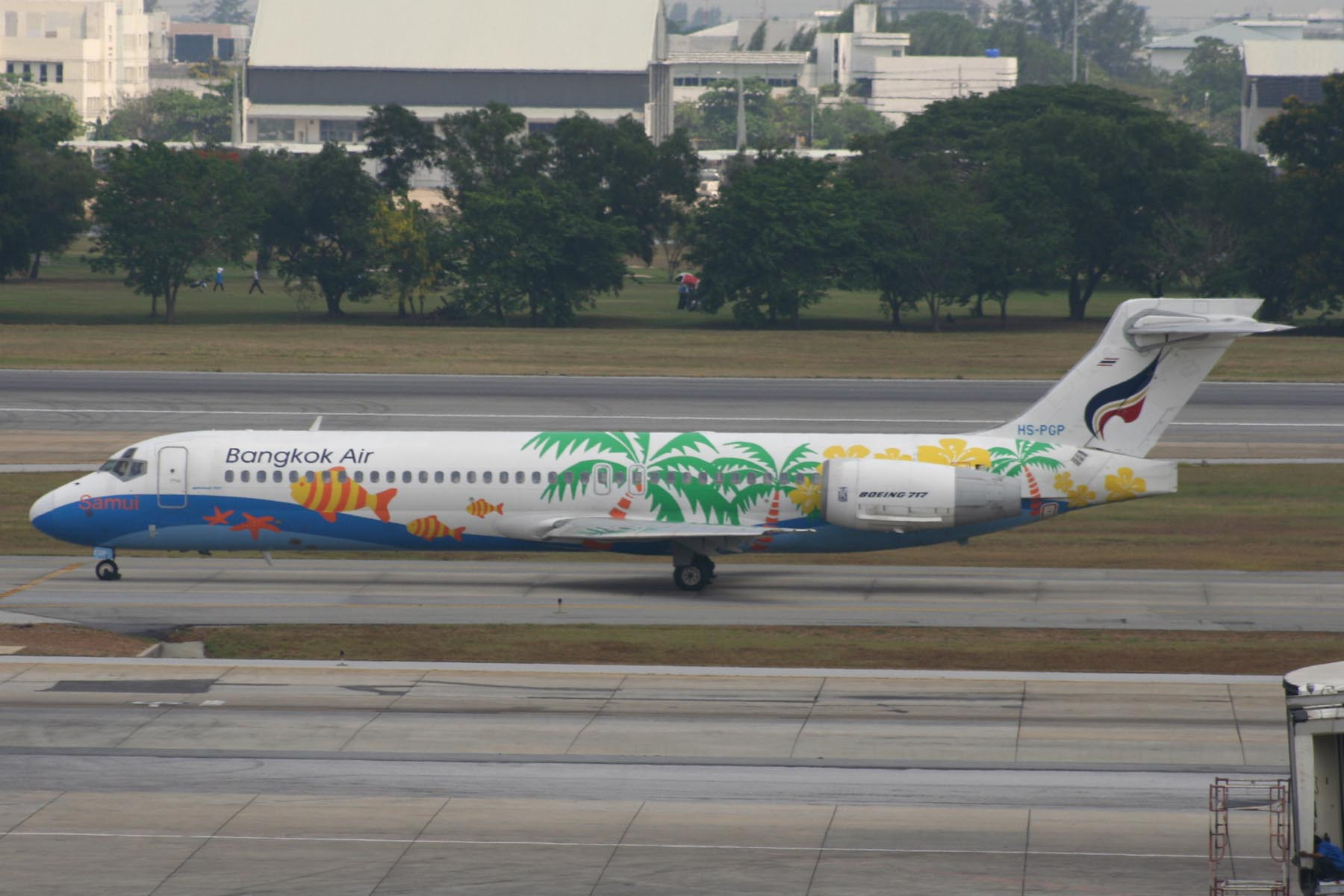
Un ex-Boeing 717

Son premier Airbus A320 rejoint en 2004 la flotte, mais la commande de six Airbus A350-800 passée en 2005 pour lancer des opérations long-courriers est abandonnée trois ans après en raison du retard pris par le programme d'Airbus. En janvier 2020, la flotte de Bangkok Airways compte 30 appareils.
Le capital de Bangkok Airways est toujours contrôlé à plus de 90 % par son fondateur, Prasert Prasarthong-Osoth, la mise de 30 % des parts sur le marché étant envisagée fin 2013.

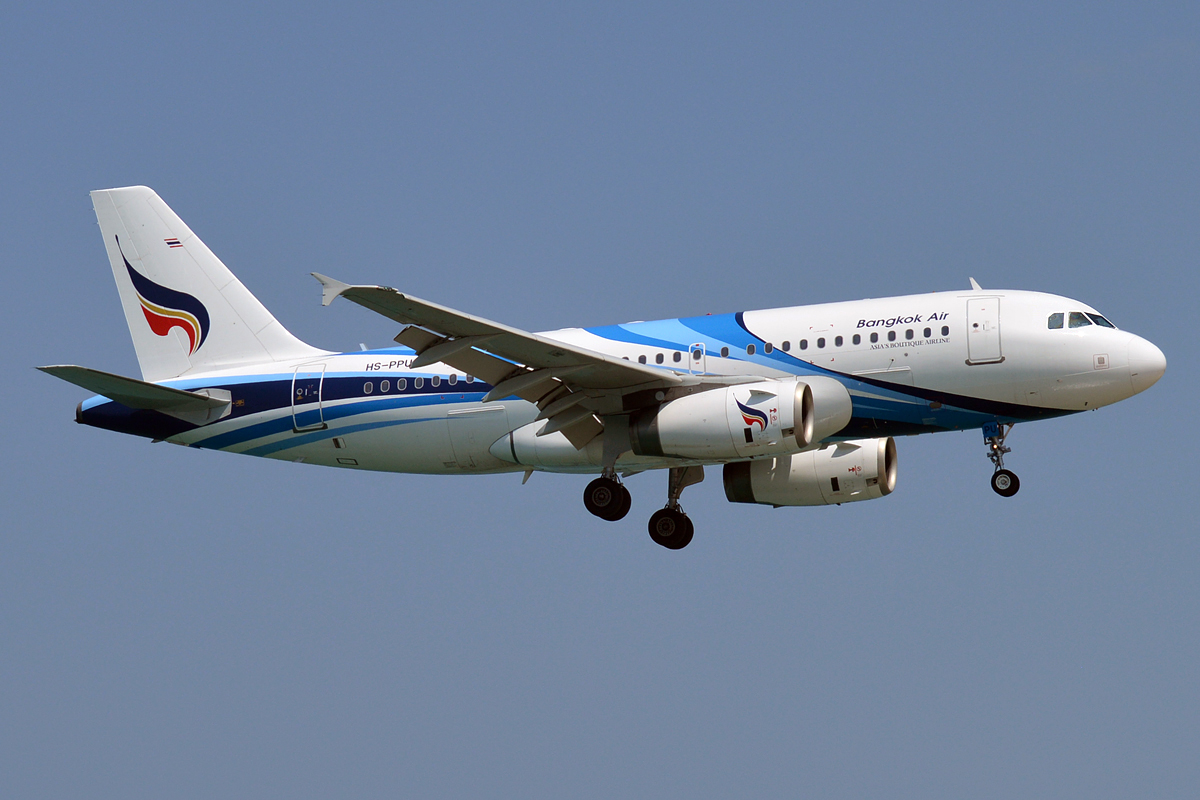
Airbus A319 de Bangkok Airways

## Flotte
Au  19 juillet 2021, Bangkok Airways exploitait 38 avions. L'âge moyen de la flotte était de 11,2 ans.

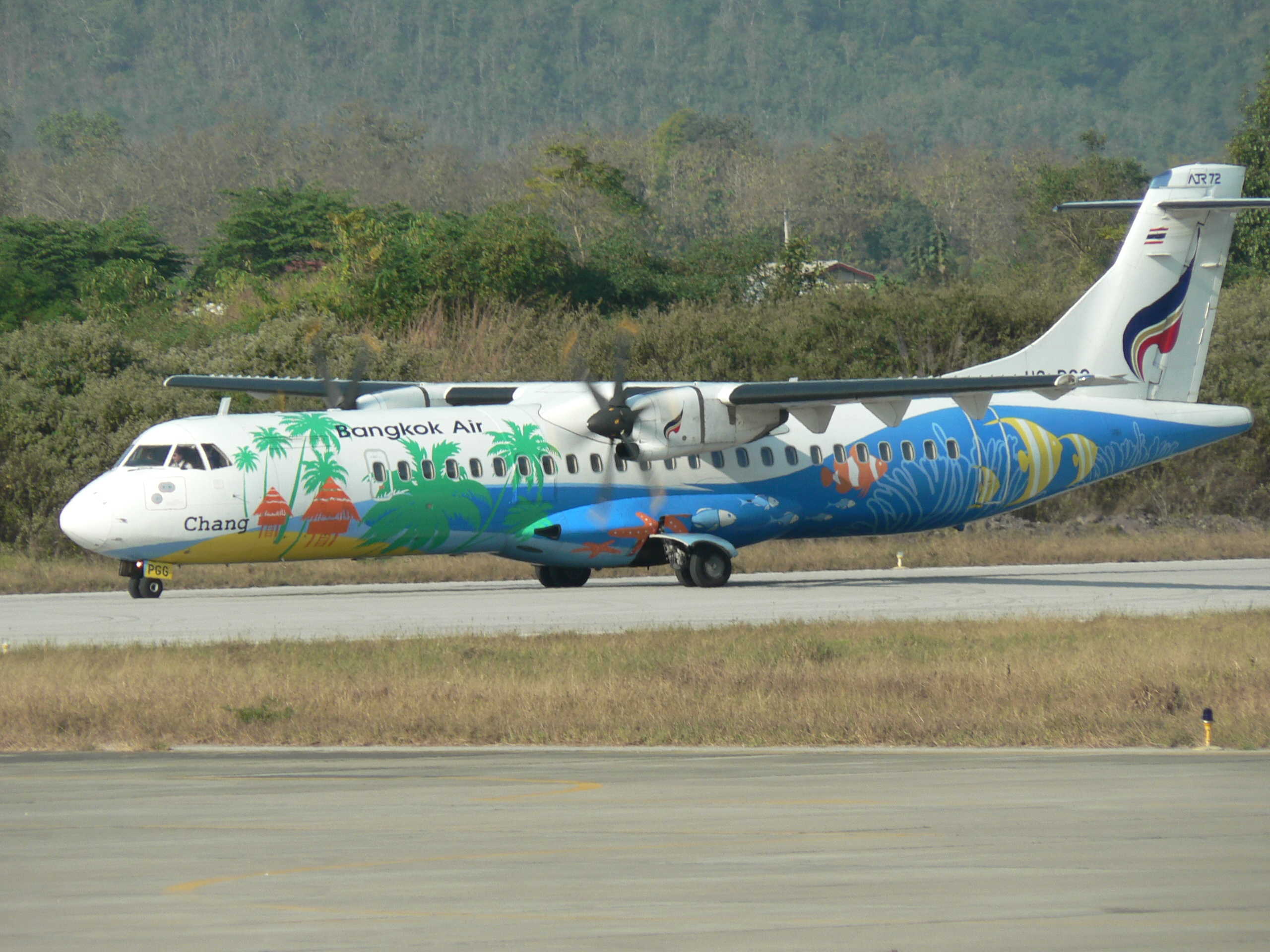
Un ATR72 de Bangkok Airways.
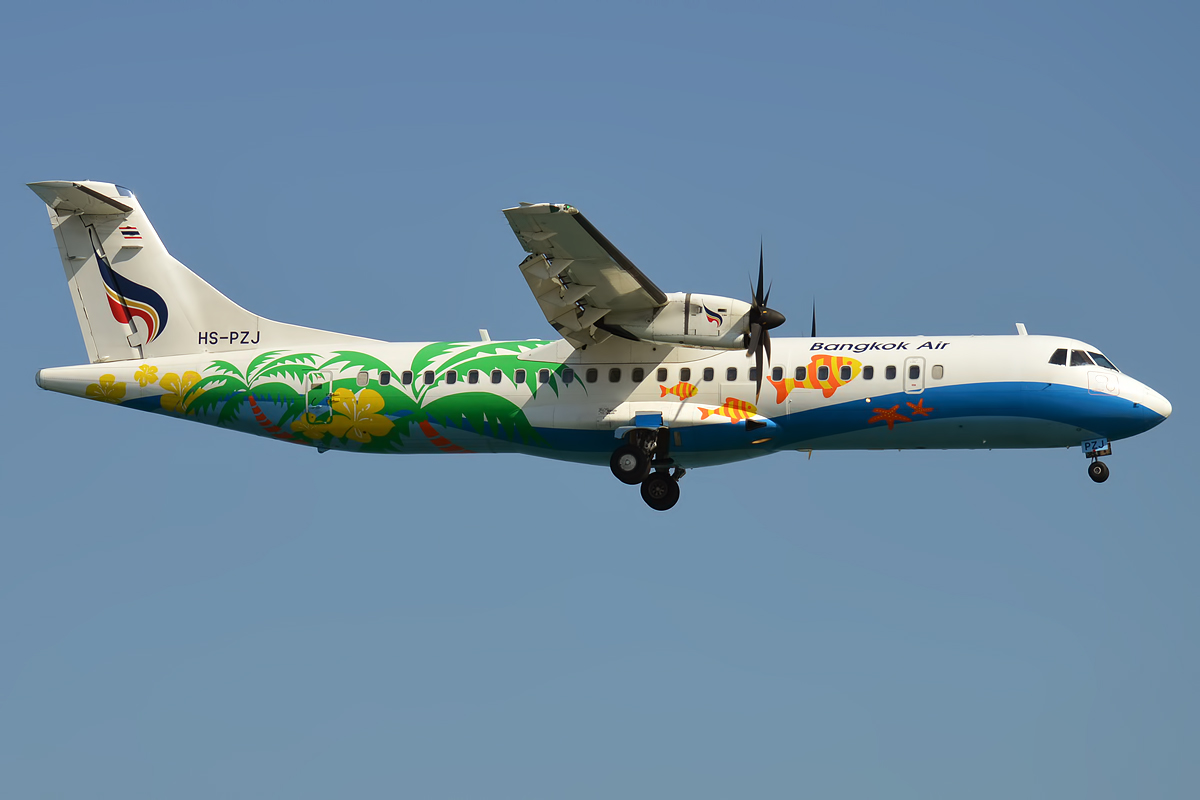
ATR 72-600 de Bangkok Airways en livrée spéciale
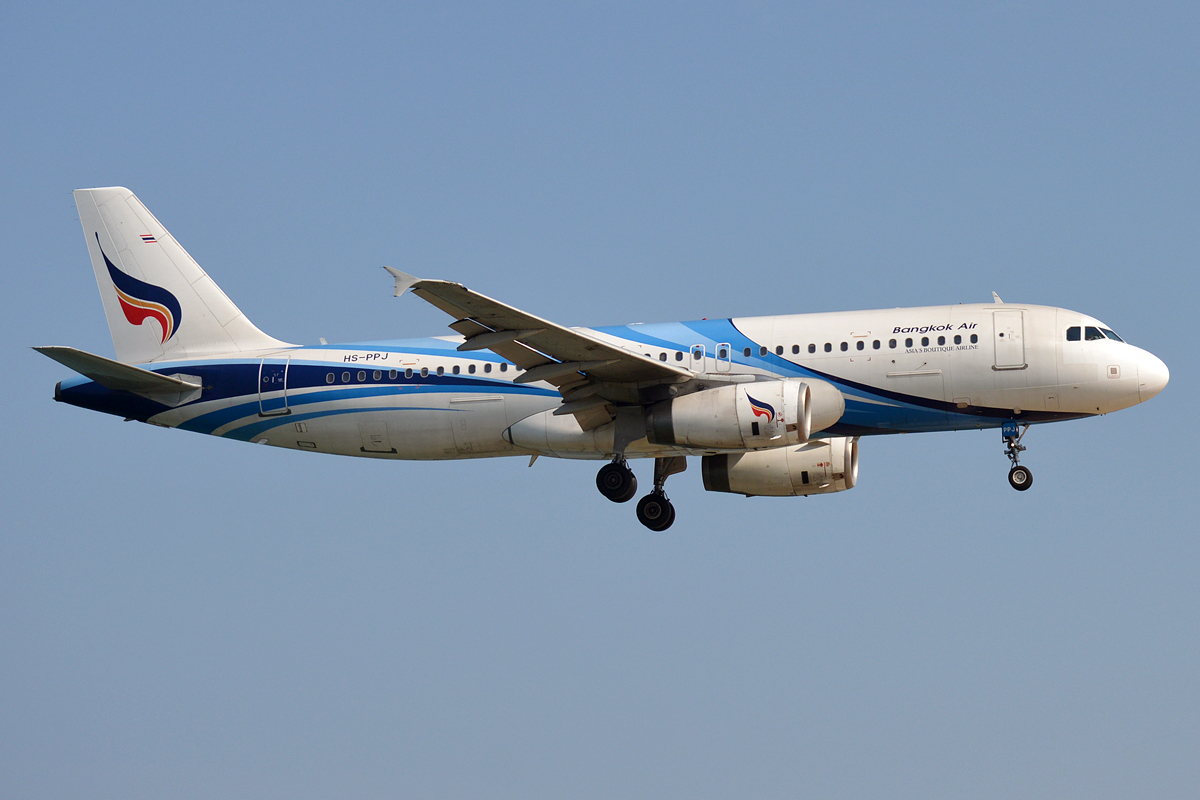
Airbus A320 de Bangkok Airways

## Accidents
- Le 21 novembre 1990, le vol 125 effectué à bord d'un de Havilland Canada DHC-8-103 s'écrase sur Ko Samui en tentant d'atterrir sous une pluie battante et des vents violents. Les 38 passagers qui sont à bord périssent[8].
- Le 4 août 2009, vers 14h00, un ATR 72 de la compagnie thaïlandaise Bangkok Airways heurte la tour de contrôle en effectuant son atterrissage sur l’île de Ko Samui en Thaïlande. On dénombre un mort (le pilote) et une dizaine de blessés.